# Carlos Martínez (1991)
Carlos Ernesto Martínez (Puerto Plata, 21 de septiembre de 1991) también conocido como El Tsunami es un lanzador dominicano de grandes ligas que actualmente es Agente libre. 
Fue firmado con un bono de 1.5 millones de dólares y estuvo en el segundo puesto en la lista de los diez primeros prospectos de San Luis.
Hasta 2011 en Clase-A avanzada con Palm Beach Cardinals, Martínez tuvo un récord de 6-3 con efectividad de 3.26. Tuvo 81 ponches y 15 carreras limpias en 69 entradas. Participó en el Juego de Futuras Estrellas de 2011.

## Infancia, y situación migratoria.
Carlos Martínez nació en Puerto Plata, República Dominicana, en una zona rural llamada Colinas del Sur, donde el registro oficial es a veces pobre. Después de la muerte de su madre cuando era muy joven, Martínez fue adoptado por un tío con el apellido Matias. [2] El joven Martínez originalmente tenía planes de convertirse en un sacerdote, pero cambió de parecer poco después de comenzar a llamar la atención de los scouts de las Grandes Ligas. Levantado con el apellido de su tío, una cierta confusión siguió eventual cuando él intentó asegurar una visa del trabajo al lanzamiento en los Estados Unidos.
Cuando los Medias Rojas de Boston descubrieron por primera vez a Martínez, él tenía 17 años y lanzó 90 millas por hora (140 km / h), superando a 92 millas por hora (148 km / h), con una entrega suelta y atlético del marco y también ofreció una calidad que rompía la echada y el cambio. Se hicieron proyecciones para que su cuerpo se llenara, y así aumentar la velocidad y el movimiento de sus lanzamientos, incluyendo una bola rápida de hasta 153 kilómetros por hora. El equipo lo consideró comparable al talento de primera ronda disponible en el draft de la Major League Baseball. Así, los Medias Rojas se movieron para firmarlo mientras que todavía era relativamente desconocido, en parte para conseguirlo por el precio más bajo posible. Firmó por $ 140,000; sin embargo, una revisión de fondo de rutina por los oficiales de la Liga Mayor de Béisbol (MLB) planteó varias preguntas sobre la veracidad tanto de su nombre como de su fecha de nacimiento. Como resultado, el acuerdo de los Medias Rojas fue anulado y, en marzo de 2009, la MLB suspendió a Martínez por un período de un año. [4]
A pesar de los problemas endémicos conocidos que documentan la verdadera identidad de las perspectivas de la República Dominicana, Craig Shipley, el ejecutivo de Red Sox a cargo de la firma internacional permaneció inflexible en que los Medias Rojas ya no perseguían a Martínez. Mientras que los asuntos de la visa llegaron a ser más públicos, otros equipos lo exploraron y se alinearon reservado para hacer una oferta para sus servicios - el lanzador comenzó a cumplir las proyecciones que los Medias Rojas tenían para él, tales como lanzar una bola rápida cerca de 95 MPH y un power curveball. Con el tiempo, las discrepancias de nombre y fecha de nacimiento de Martínez no fueron consideradas como cuestiones importantes.

## Carrera profesional

### Ligas Menores
Una vez que la suspensión de la MLB expiró, Martínez firmó con los Cardenales de San Luis como agente libre internacional en 2010 y recibió un bono por firmar de $ 1.5 millones. Mientras solucionaba otros problemas persistentes de visas, lanzó en la Liga Dominicana de Verano (DSL), donde comenzó 12 juegos y completó 59 entradas lanzadas (IP). Lideró a todos los jugadores de las ligas menores de los Cardenales con un promedio de 0,76 en carreras (ERA), un promedio de bateo de .144 en contra (BAA) y 0,71 caminatas más hits por entrada lanzada (WHIP) y se ubicó en segundo lugar con 11.9 ponches por nueve entradas lanzó (K / 9), tercero con una proporción de 5,57 de ponches con base (K / BB) y el cuarto más difícil para batear un jonrón (HR / 9, 0.228). Lideró el DSL en ERA, BAA, K / 9 y WHIP (empatado para el primero). 
Después de impresionar a los oficiales del equipo del Cardenal en un mini campamento de ligas menores en febrero de 2011, eludió algunas de las asignaciones de nivel inferior típicas de los novatos y fue asignado a los Bandidos de Quad Cities River de la Clase A Midwest League en 2011. Dividió la temporada entre Quad Cities y los Beach Cardenales de Palm, la publicación de una combinación de pérdida de ganado de registro (W-L) de 6-5 más de 18 juegos y 84 2 / 3 IP. [7] También participó en el All-Star Futures Game 2011. 
Al regresar a Palm Beach para comenzar la temporada 2012, la tendinitis del hombro comenzó a molestarlo después de solo siete aperturas y los Cardenales lo colocaron en la lista de incapacitados (DL).  A pesar de estar en la lista de lesionados, avanzó a la pelota Doble A a fines de mayo con los Cardenales de Springfield de la Liga de Texas.  Después de regresar de los problemas de hombro, Martínez publicó un registro de 4–3 W – L sobre 71 IP. Registró 58 SO y terminó la temporada con una efectividad de 2.90. 
Los problemas con las visas de trabajo volvieron a ser un problema antes del entrenamiento de primavera de 2013. Martínez no pudo asegurar los documentos correctos debido a la confusión persistente como resultado de su cambio de nombre cuando firmó originalmente con los Cardenales, Martínez se quedó fuera de casi todo el entrenamiento de primavera de las Grandes Ligas de los Cardenales 2013. 
Despejado a fines de marzo, Martínez informó a los cardenales de las ligas menores el entrenamiento de primavera con más de seis semanas de retraso, a tiempo solo durante los últimos días del campamento y requiriendo una primavera extendida en Júpiter, Florida. Mientras esperaba la visa en la República Dominicana, Martínez aumentó su preparación en un programa de lanzamiento. Después de la primavera extendida, fue reasignado con los Cardenales de Springfield. Hizo solo tres aperturas allí antes de que los Cardenales lo llamaran. Martínez lució una efectividad de 2.31 en 11 2 / 3 entradas con nueve ponches. 

### St. Louis Cardinals

#### Inicios de carrera (2013–14)
Cardenales de San Luis 
Inicio de carrera (2013-2014) 
Los Cardenales llamaron a Martínez al club de Grandes Ligas, el tercer prospecto en su organización, el 3 de mayo de 2013. Hizo su debut en las Grandes Ligas contra los Cerveceros de Milwaukee en Miller Park esa noche. En una entrada lanzada, la séptima, entregó un sencillo, luego indujo una doble jugada que comenzó con una bola de tierra que le devolvió el golpe, y luego aseguró la tercera con otra bola de tierra. El 27 de mayo, los Cardenales enviaron a Martínez a Triple-A Memphis después de siete apariciones en el montículo y ocho entradas en las que registró una efectividad de 4.50 con nueve ponches. dieciséis Con los Redbirds en 2013, hizo 13 aperturas. En 68 IP, permitió una efectividad de 2.51 con 54 hits, tres jonrones (HR), 27 bases por bolas (BB), mientras ponchó a 63. 
Los Cardenales recordaron a Martínez el 8 de agosto después de extender la carga de trabajo de sus entradas con Memphis para hacer que su resistencia volviera a ser suficiente para manejar los rigores de la apertura de lanzadores. La noche siguiente, Martínez hizo su primera apertura en las Grandes Ligas ante los Dodgers de Los Ángeles, lanzando cinco entradas y permitiendo cuatro carreras. Obtuvo la distinción de ser el primer abridor de los Cardenales en la memoria reciente en lanzar más de 100 millas por hora (160 km / h) y tiró regularmente 96–98 millas por hora (154–158 km / h).  El 20 de septiembre de 2013, Martínez entró a un juego en el décimo partido contra los Cerveceros en el que los Cardenales lideraron 7–6 y cerraron el juego en una entrada 1–2–3. Su entrada ayudó a que los Cardenales salieran victoriosos y le dio su primer salvamento de Grandes Ligas. En la temporada regular 2013 con los Cardenales, Martínez tuvo una efectividad de 5.08 en 28 1 / 3 entradas, ponchando a 24. Hizo una apertura, se ganó un salvamento, ganando dos partidos, mientras que perder. 
Los Cardenales lo jugaron en la Serie de División de la Liga Nacional 2013 (NLDS) contra los Piratas de Pittsburgh, donde hizo tres apariciones en total, permitiendo dos carreras en dos IP. Contra los Dodgers en la Serie de Campeonato de la Liga Nacional (CEN), apareció en cuatro juegos, renunciar a ninguna carrera al tiempo que permite solo un hit, una base por bolas y ponchó a cuatro en 4 2 / 3 IP. En la Serie Mundial contra los Medias Rojas, apareció en cinco juegos, lanzó seis entradas, permitió cinco hits, tres carreras y una caminata mientras ponchaba a cinco. Los Medias Rojas derrotaron a los Cardenales 4-2 en esa Serie Mundial. Entre las tres series, apareció en 12 juegos, tuvo una efectividad de 3.55, sostuvo oponentes a un BAA 0.167, y permitió tres pasaportes con 11 por lo que en 12 2 / 3 IP. 
Con el quinto puesto inicial en la rotación abierta en el entrenamiento de primavera para la campaña 2014, Martínez comenzó la temporada en el bullpen de los Cardenales de Grandes Ligas. La lesión golpeó la rotación en junio, e hizo sus dos primeras aperturas del año cuando comienza el spot. Hizo su tercer inicio en las Grandes Ligas y ganó el primero el 22 de junio, lanzando cinco entradas y cediendo tres carreras en una victoria por 5-3 sobre los Filis de Filadelfia. En un inicio el 3 de julio contra los Gigantes de San Francisco, alcanzó un gran avance como titular. En cinco entradas, permitió solo una carrera y cinco hits, una base por bolas y ponchó a seis. En el plato, recogió un doble bateado bateado en doble. como los Cardinals ganaron 7-2, y Martínez obtuvo su segunda victoria de la temporada. Terminó la temporada regular 2014 con una efectividad de 4.03 y 2-4 W – L en 57 juegos, incluyendo siete aperturas.  En diciembre, Martínez cambió su número de uniforme de 44 a 18 para conmemorar a su amigo y compañero de equipo, Oscar Taveras, quien había fallecido en un accidente automovilístico dos semanas después de la NLCS 2014. 

#### Primer año en la rotación de los Cardinals (2015)
Por primera vez en su carrera en 2015, Martínez hizo que los Cardenales comenzaran la rotación, ganando el quinto lugar de inicio del entrenamiento de primavera. En sus primeras cuatro aperturas de la temporada, su efectividad fue de 1.89.  Sin embargo, en aperturas consecutivas contra los Cachorros de Chicago el 4 de mayo y los Piratas el 9 de mayo, permitió 14 carreras en 16 hits y 11 bases por bolas en nueve aperturas que cubren nueve entradas. Su efectividad saltó a 4.73 después de esas dos aperturas. 
En la competencia del 31 de mayo contra los Dodgers, los Cardenales pagaron un tributo oficial a Taveras, quien había debutado en las Grandes Ligas exactamente un año antes. El abridor de los Cardenales, Martínez se llevó la victoria, ponchó a ocho, y extendió su racha de entrada en blanco a 20 1 / 3 entradas en un resultado de 3-1. Fue la racha más larga de entradas sin anotaciones en la Liga Nacional (NL) para un lanzador abridor en ese momento de la temporada. [30] El siguiente inicio de Martínez, también contra los Dodgers, llegó el 5 de junio. En siete entradas, permitió solo una carrera en tres hits y ponchó a 11, una nueva carrera, con una victoria de 2–1. La racha entrada en blanco se detuvo en 21 2 / 3, también un alto de su carrera. 
Nominado como contendiente para la Votación Final del Juego de Estrellas el 6 de julio, [32] Martínez ganó el voto de los fanáticos cuatro días después, asegurando su primera selección del Juego de Estrellas de la MLB para el juego en el Great American Ball Park en Cincinnati. A través de ese punto de la temporada, completó 107 1 / 3 entradas y anotó un récord de 10-3 con una efectividad de 2.52. [33] El 25 de julio contra los Bravos de Atlanta, lanzó su undécimo inicio de calidad consecutivo, empatándolo con Clayton Kershaw de los Dodgers de Los Ángeles. para la racha actual más larga, y la más larga para los Cardenales desde Chris Carpenter en 2010.
La racha de inicio de calidad terminó el 30 de julio en un concurso de intercambios enojados con los Colorado Rockies. Martínez permitió cinco carreras en cinco entradas y golpeó al DJ LeMahieu con un lanzamiento en la quinta entrada. Cuando terminó la entrada, Martínez lanzó un gesto obsceno en una exhibición pública hacia el dugout de visitantes con jugadores y personal de los Rockies. Se produjeron correspondientes intercambios verbales agresivos, incluidos aquellos entre el receptor de los Cardenales Yadier Molina y el tercera base de los Rockies Nolan Arenado; no se iniciaron peleas Los árbitros emitieron advertencias, pero no expulsiones. seguido. Los Cardenales finalmente ganaron en la parte inferior de la novena entrada, 9–8.
La temporada de Martínez terminó temprano en un inicio contra los Cerveceros de Milwaukee el 25 de septiembre, en la que lanzó solo siete lanzamientos. También se perdió la postemporada ya que los Cardenales ya habían asegurado un lugar en los playoffs. La lesión fue una distensión en el hombro; sin embargo, la cirugía no se consideró necesaria y se recuperaría a tiempo para la temporada 2016. Su primera temporada en la rotación de abridores incluido 14-7 registro, una efectividad de 3.01 y 179 2 / 3 IP.  Terminó entre los diez primeros en la Liga Nacional en efectividad, porcentaje de victorias y derrotas, SO / 9, victorias, jonrones por nueve entradas permitidas y lanzamientos descontrolados. Su 9.2 SO / 9 fue el tercer promedio más alto en una sola temporada en la historia de la franquicia.

#### Temporada de 2016
Martínez recibió permiso para abandonar el equipo el 30 de abril de 2016 para resolver una demanda civil presentada contra él en Miami, Florida. Los Cardenales están investigando las acusaciones en el caso, que pueden incluir violencia doméstica. MLB no se ha contactado con los Cardenales en este momento, pero existe una política de violencia doméstica dentro de la liga. 
Martínez comenzó 31 juegos en la temporada 2016, terminando con un récord de 16-9, una efectividad de 3.04 y 195.1 entradas lanzadas. 

#### Temporada de 2017
El 2 de febrero de 2017, se anunció que Martínez había firmado una extensión de cinco años con los Cardenales de San Luis por un valor de 51 millones de dólares. El 2 de abril de 2017, Martínez lanzó su primer inicio en la Noche de Apertura de su carrera, jugando contra el campeón defensor de la Serie Mundial Chicago Cubs en el Busch Stadium. Ponchó a 10 y permitió ninguna base por bolas y seis hits en 7 1 / 3 entradas. Recibió una no decisión cuando Randal Grichuk bateó un sencillo cargado de bases en el final de la novena.  En el Yankee Stadiumel 15 de abril, Martínez ponchó a 11 bateadores y caminó ocho, siendo los primeros en grabar tanto de esas marcas en el mismo juego desde Randy Johnson en 1993. Martínez completó 5 1 / 3 entradas en la derrota 3-2 a Nueva York. El 10 de junio, Martínez lanzó su primer juego completo de carrera y una blanqueada al tiempo que permitió cuatro hits cuando los Cardenales derrotaron a los Filis de Filadelfia 7-0. 
Por segunda vez en su carrera, Martínez se convirtió en una selección All-Star , como resultado de una votación de otros jugadores. En ese momento de la temporada, la efectividad de 2.88 de Martínez se ubicó en el séptimo lugar en la Liga Nacional, y su 10.2 K / 9 fue su mejor carrera. 
Martínez lanzó en 32 juegos (todos comienzos) en 2017, compilando un récord de 12-11, 3.64 de efectividad y 1.22 WHIP. Lideró a todos los lanzadores de Grandes Ligas en errores, con cuatro. 

#### Temporada de 2018
Los Cardenales seleccionaron a Martínez para comenzar el Día Inaugural de 2018, lo que lo convierte en su segundo año consecutivo en hacerlo.  Ocurrió contra los Mets de Nueva York el 29 de marzo, donde caminó seis y golpeó a un bateador, terminando con una derrota de 9-4.  Logró su primer jonrón en su carrera el 2 de mayo, que fue contra los Medias Blancas de Chicago. En el montículo, permitió cinco hits y una carrera limpia durante 7 1 / 3 entradas para dejar su efectividad a 1.40 por ese punto en la temporada. El 2 de mayo, Martínez bateó su primer jonrón de carrera de Lucas Giolito. Martínez terminó el juego lanzando 7.1 entradas mientras los Cardenales ganaron un juego cerrado 3-2. El 10 de mayo, Martínez fue colocado en la lista de discapacitados de 10 días debido a una tensión lat derecha. El 21 de julio, Martínez fue colocado nuevamente en la lista de incapacitados de 10 días debido a una tensión oblicua derecha. Se activó el 21 de agosto y se trasladó al bullpen. Terminó 2018 con un récord de 8-6 y una efectividad de 3.11 en 33 juegos (18 aperturas) con cinco salvamentos.